# Gungnae
A cidade de Gungnae (em coreano:  국내성) ou Guonei (chinês tradicional: 國內城, chinês simplificado: 国内城) foi a segunda capital do antigo reino coreano de Goguryeo, localizado na Manchúria e na península coreana. O perímetro de sua fortaleza externa mede 2.7 Km.

## Patrimônio Mundial da UNESCO
Gungnae faz parte das Capitais e Túmulos, Patrimônio Mundial da UNESCO, do Antigo Reino Koguryo, juntamente com a cidade Hwando e a cidade de Onyeosan, no moderno nordeste da China.

## Galeria

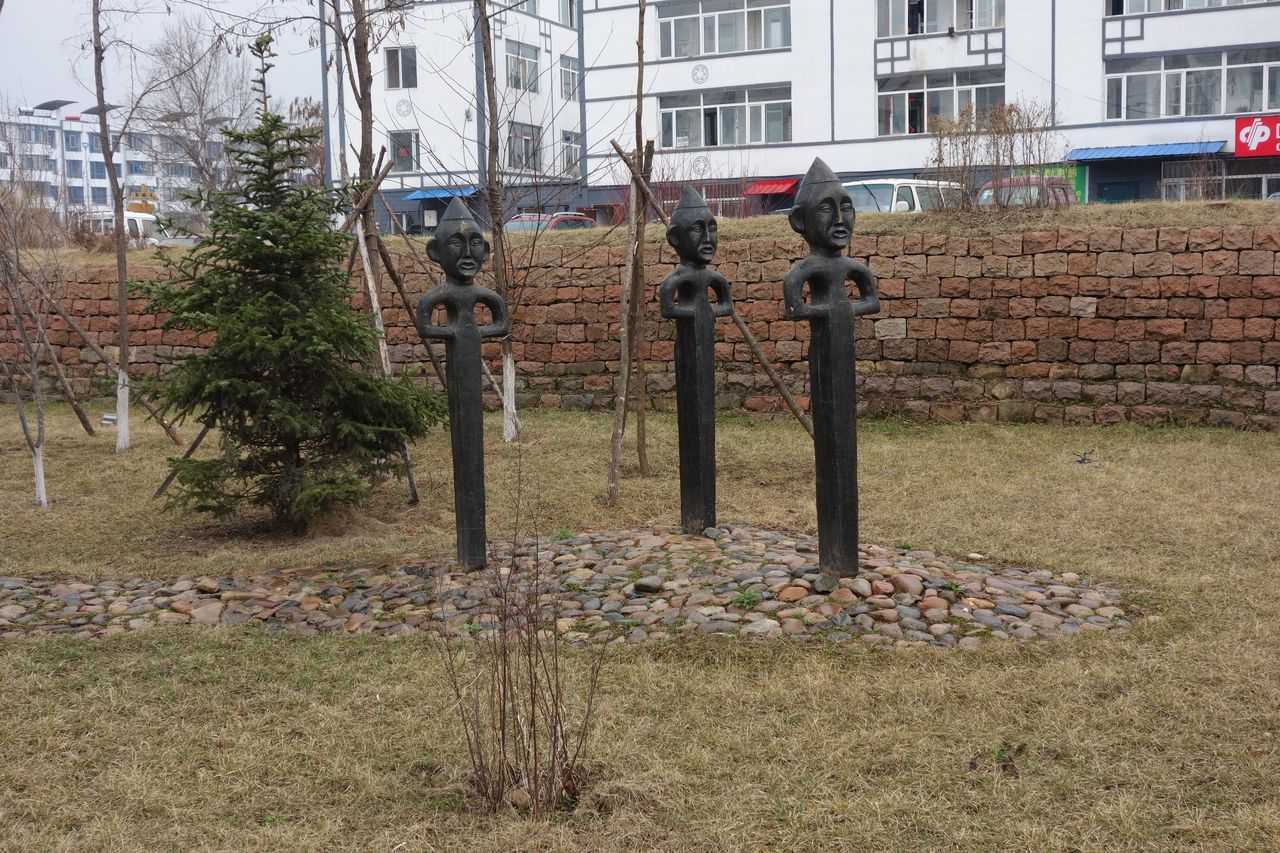
Estátuas modernas nas ruínas
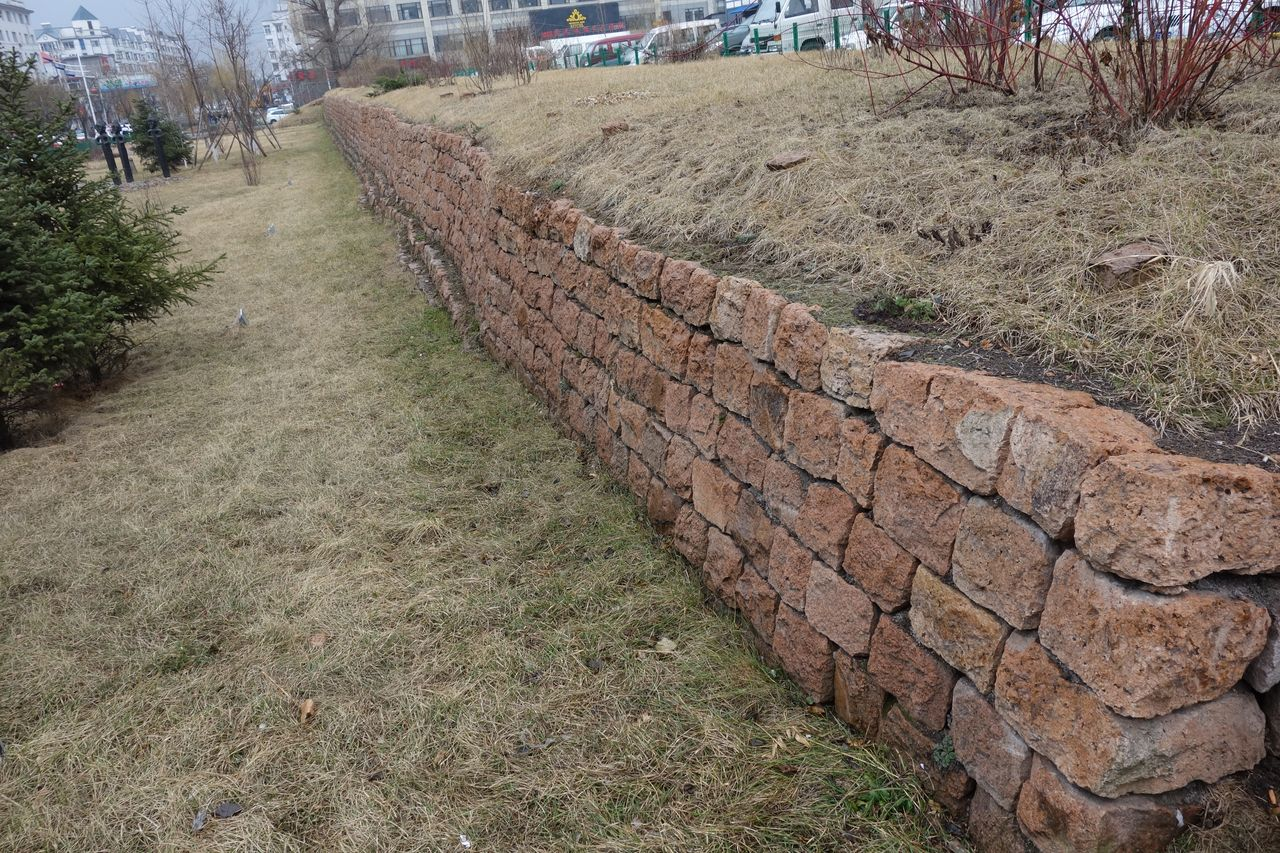
Parede da cidade
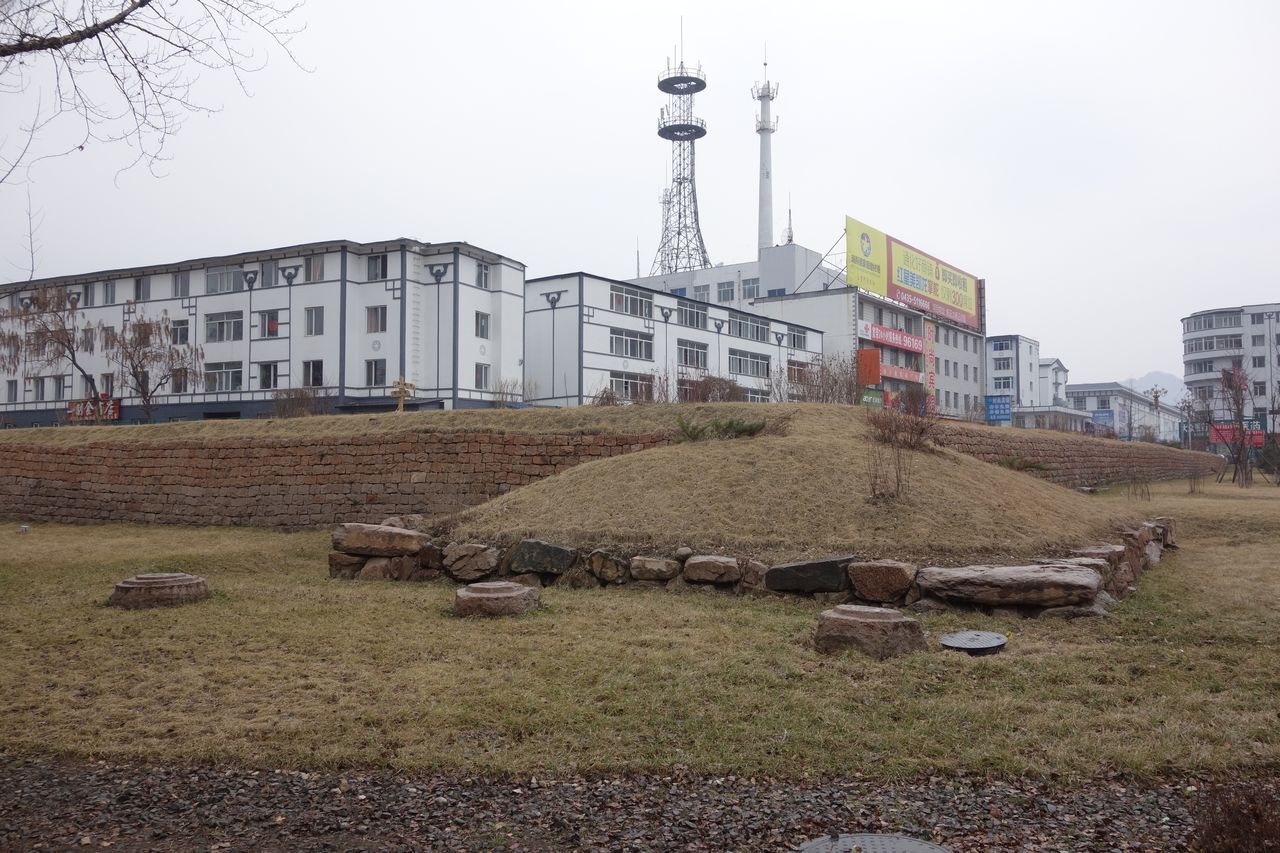
Um lado das ruínas